# Селище рибкомбінату «Нара»
Селище рибкомбінату «Нара» (рос. Посёлок рыбкомбината «Нара») — село у Одинцовському районі Московської області Російської Федерації.

## Розташування
Селище Рибкомбінату «Нара» входить до складу міського поселення Кубинка, воно розташовано на південний захід від Кубинки на березі Нарських ставів. Найближчі населені пункти Чупряково, Соф'їно.

## Населення
Станом на 2010 рік у селі проживало 250 людей